# رود مغناطیسی
رود مغناطیسی (انگلیسی: Magnetic river) نوعی سیستم شناوری مغناطیسی الکترودینامیک است که توسط استهم و اریک لیتویت در سال ۱۹۷۴ طراحی شده است.
این سیستم شامل یک صفحهٔ رسانای نازک است که بر روی یک موتور القایی خطی جریان متناوب قرار دارد.